# Guarea subsetulosa
Guarea subsetulosa är en tvåhjärtbladig växtart som beskrevs av Hermann August Theodor Harms. Guarea subsetulosa ingår i släktet Guarea och familjen Meliaceae. Inga underarter finns listade i Catalogue of Life.